# 4568 Menkaure
4568 Menkaure è un asteroide della fascia principale. Scoperto nel 1983, presenta un'orbita caratterizzata da un semiasse maggiore pari a 3,0366456 UA e da un'eccentricità di 0,0545244, inclinata di 10,65528° rispetto all'eclittica.